# تد کاچف
تد کاچف (به انگلیسی: Ted Kotcheff) ویلیام تئودور کوچف (زاده ۷ آوریل ۱۹۳۱ - ۱۰ آوریل ۲۰۲۵) کارگردان، نویسنده و تهیه‌کننده سینما و تلویزیون بلغارستانی و کانادایی بود، که عمدتاً به دلیل کارش در تولیدات تلویزیونی بریتانیا و آمریکا، مانند اولین خون وتئاتر صندلی صندلی و نظم و قانون: واحد قربانیان ویژه شناخته شده است.

## زندگی‌نامه
وی در سال ۱۹۳۱ از والدینی مقدونیه‌ای-بلغاری در شهر تورنتو استان انتاریوی کانادا به دنیا آمد و از دانشگاه تورنتو در رشته ادبیات انگلیسی فارغ‌التحصیل شد. 

## فیلم‌شناسی
- تیارا تاهیتی (۱۹۶۲)
- زندگی در بالا (۱۹۶۵)
- شراکت دو جنتلمن (۱۹۶۹)
- بیدارشدن در وحشت (۱۹۷۱)
- کارآموزی دادی کراویتز، (جایزه خرس طلایی جشنواره بین‌المللی فیلم برلین) - ۱۹۷۳
- بیلی دو کلاهه (۱۹۷۴)
- شوخی با دیک و جین (۱۹۷۷)
- چه کسی در حال کشتن سرآشپزهای بزرگ اروپا است؟(۱۹۷۸)
- شمال دالاس چهل (۱۹۷۹)
- شکاف تصویر (۱۹۸۲)
- اولین خون (۱۹۸۲)
- شجاعت غیرمعمول (۱۹۸۳)
- جاشوا آینده و حال (۱۹۸۵)
- تعویض کانال‌ها (۱۹۸۸)
- آخر هفته در برنی (۱۹۸۹)
- مردم زمستانی (۱۹۸۹)
- مردمان! (۱۹۹۲)
- خانواده پلیس (۱۹۹۵)
- تیرانداز (۱۹۹۵)
- قلب‌های قرض گرفته شده (۱۹۹۷)